# نانسي سنايدر
نانسي سنايدر (بالإنجليزية: Nancy Snyder)‏ هي ممثلة أمريكية، ولدت في 2 ديسمبر 1949 في كانكاكي في الولايات المتحدة.

## أعمال

### مسلسلات
- عالم آخر

## وصلات خارجية
- نانسي سنايدر على موقع IMDb (الإنجليزية)
- نانسي سنايدر على موقع قاعدة بيانات برودواي على الإنترنت (الإنجليزية)
- نانسي سنايدر على موقع قاعدة بيانات الفيلم (الإنجليزية)